# Здание Азовско-Донского коммерческого банка (Владикавказ)
Здание Азовско-Донского коммерческого банка — памятник архитектуры во Владикавказе, Северная Осетия. Объект культурного наследия России регионального значения. Находится в историческом центре города на перекрёстке улиц Ленина, 69 (71), Кирова, 46 и Петровского переулка, 9.
Первое банковское здание Владикавказа.

## История
В 1890-е годы во Владикавказе был открыт филиал Азовско-Донского коммерческого банка, который находился на втором этаже здания на углу улиц Лорис-Меликовской и Крепостной. В начале 1900-х годов у банка возникла необходимость построить более обширное здание для банковской деятельности.
Здание построено в 1902 году по проекту гражданского архитектора-инженера Томашевского. Здание банка стало одним из первых городских банковских зданий с операционным залом. В здании также находилось отделение «Российского первого страхового общества от огня».
С 1930 по 1968 года в здании находился Республиканский Дом пионеров. В настоящее время в здании размещается учебный корпус Института повышения квалификации работников образования.
В 2024 году здание было внесено в Единый государственный реестр объектов культурного наследия с наименованием «Доходный дом Л. Е. Проценко».

## Архитектура
Несмотря на то, что в начале XX века во Владикавказе был популярен архитектурный стиль модерн, здание было построено в стиле классицизма. Цоколь здания крупно обрустован, над окнами устроены сандрики. Весь фасад здания увенчан развитым карнизом классической формы с большим выступом. На крыше здания расположены два симметрично расположенные навершия.